# Salem Mohamed Attiaallah
Salem Mohamed Attiaallah (* 1. Oktober 1993) ist ein ägyptischer Leichtathlet, der sich auf den Hindernislauf spezialisiert hat.

## Sportliche Laufbahn
Erste internationale Erfahrungen sammelte Salem Mohamed Attiaallah 2009 bei den Jugendweltmeisterschaften in Brixen, bei denen er im 2000-Meter-Hindernislauf mit 6:00,58 min im Vorlauf ausschied. Bei den Crosslauf-Weltmeisterschaften 2010 in Bydgoszcz belegte er nach 28:13 min den 112. Platz in der U20-Wertung. Anschließend nahm er an den erstmals ausgetragenen Olympischen Jugendspielen in Singapur teil und belegte dort in 5:49,03 min den siebten Platz im B-Finale. 2011 gewann er bei den Arabischen Meisterschaften in al-Ain in 9:38,36 min die Bronzemedaille über 3000 m Hindernis hinter dem Algerier Abderahmane Hamadi und Abdulagadir Idriss aus dem Sudan. Bei den Halbmarathon-Weltmeisterschaften 2018 in Valencia gelangte er nach 1:07:51 h auf Rang 119. Im Jahr darauf gewann er bei den Arabischen Meisterschaften in Kairo mit neuem Landesrekord von 8:33,96 min die Silbermedaille hinter dem Bahrainer John Koech. Bei den Afrikaspielen in Rabat gelangte er mit 8:34,87 min auf den siebten Platz und schied bei den Weltmeisterschaften in Doha mit 8:35,18 min in der Vorrunde aus. Daraufhin wurde er bei den Militärweltspielen in Wuhan in 8:45,44 min Neunter. 2021 belegte er bei den Arabischen Meisterschaften in Radès in 8:38,09 min den vierten Platz und im Jahr darauf gelangte er bei den Afrikameisterschaften in Port Louis mit 8:42,21 min auf Rang sieben. Bei den Crosslauf-Weltmeisterschaften 2023 in Bathurst gelangte er nach 33:47 min auf Rang 72 im Einzelrennen und im Juni gewann er bei den Arabischen Meisterschaften in Marrakesch in 8:35,82 min die Bronzemedaille hinter den Marokkanern Mohammed Msaad und Salaheddine Ben Yazide. Im Jahr darauf gelangte er bei den Afrikaspielen in Accra mit 8:53,55 min auf den neunten Platz und 2025 gewann er bei den Arabischen Meisterschaften in Oran in 8:31,85 min die Bronzemedaille hinter den Algeriern Bilal Tabti und Hicham Bouchicha.
2016 wurde Atiiaallah ägyptischer Meister im 1500-Meter-Lauf sowie 2018 und von 2020 bis 2022 und 2025 über 3000 m Hindernis. Zudem siegte er 2021 auch im 10.000-Meter-Lauf.

## Persönliche Bestleistungen
- 1500 Meter: 3:42,90 min, 19. Juni 2024 in Bordeaux
- 5000 Meter: 13:53,03 min, 14. September 2022 in Maadi (ägyptischer Rekord)
- 10.000 Meter: 29:43,52 min, 10. April 2021 in Maadi
- 3000 m Hindernis: 8:21,55 min, 28. Juni 2024 in Luxemburg (ägyptischer Rekord)
- Halbmarathon: 1:07:51 h, 24. März 2018 in Valencia